# Diplôme d’études supérieures spécialisées
Das DESS oder DÉSS (diplôme d’études supérieures spécialisées) ist ein Hochschuldiplom. Es wurde im Rahmen der Bolognareform durch den Masterabschluss ersetzt. Das Profil entspricht einem Master professionnel, also einem anwendungsorientierten Masterabschluss.

## Frankreich
In Frankreich wurde das Diplôme d’études approfondies (DEA) nach der sogenannten Maîtrise innerhalb eines Jahres erworben. Das Ziel des DESS war, auf einen Beruf vorzubereiten, im Gegensatz zum DEA, das auf die Promotion vorbereitet.